# Królestwo Greko-Baktryjskie

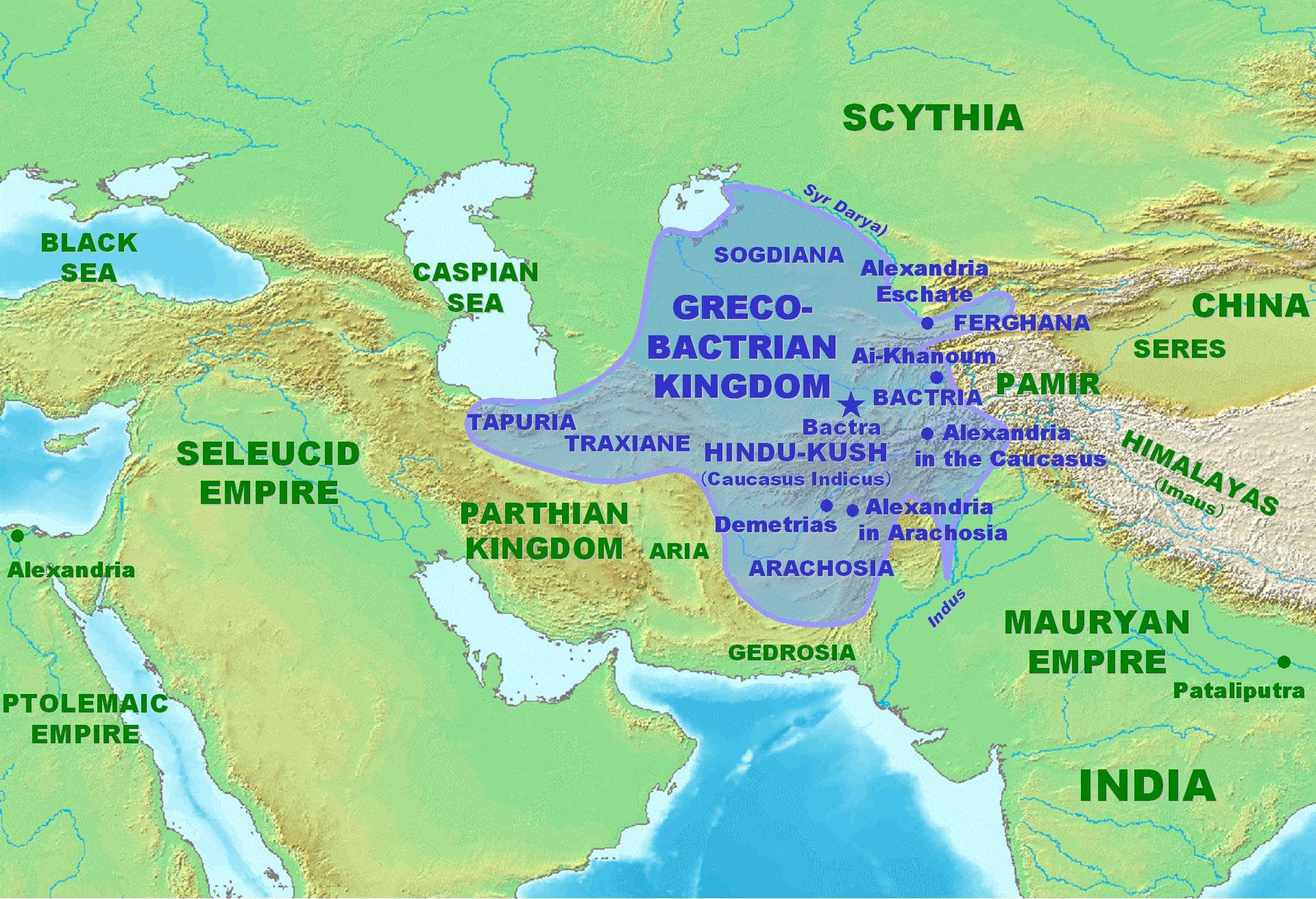
Maksymalny zasięg królestwa ok. 180 p.n.e.

Królestwo Greko-Baktryjskie (albo Królestwo Grecko-Baktryjskie, Królestwo Greków Baktryjskich) – państwo hellenistyczne z ośrodkiem w Baktrii, istniejące od ok. 250 do ok. 130 p.n.e.

## Problem źródeł
Źródła pisane do historii królestwa greko-baktryjskiego są bardzo skąpe. Jeśli chodzi o dzieła grecko-rzymskie, ograniczają się one do kilkunastu wzmianek, w szczególności u Polibiusza, Strabona i Justynusa. Ze strony indyjskiej dysponujemy kilkoma fragmentami w astrologicznym dziele Juga Purana, buddyjskim traktatem Milindapanha, odnoszącym się do indo-greckiego króla Menandra, oraz kilkoma przypadkowymi zdaniami u Patańdźaliego i Kalidasy. Ponadto informacje na temat sytuacji w Baktrii w kilka lat po upadku królestwa zawiera relacja chińskiego dyplomaty Zhang Qiana, zachowana w Zapiskach historyka i Księdze Hanów. Z uwagi na powyższe ubóstwo źródeł pisanych niezwykle ważną rolę w rekonstrukcji historii królestwa odgrywa numizmatyka. Większość królów greko-baktryjskich znamy jedynie z ich monet, a na podstawie analizy ich cech, oraz liczby i zasięgu występowania, rozstrzyga się takie kwestie jak kolejność panowania poszczególnych władców, okres ich rządów oraz ich zasięg. Do niedawna archeologia nie dostarczała zbyt wielu śladów istnienia królestwa greko-baktryjskiego. Zmieniło się to od czasu wykopalisk w Ajchanom w dzisiejszym Afganistanie, gdzie w roku 1961 odkryto opuszczone hellenistyczne miasto. Musiały one jednak zostać przerwane w związku z radziecką interwencją w Afganistanie w 1979 roku. Należy przy tym zauważyć, że z natury rzeczy wykopaliska nie mogą dostarczyć precyzyjnych danych na temat historii politycznej, dając jedynie w swej masie obraz procesów kulturowych, ekonomicznych i społecznych.
Szczegółową rekonstrukcję historii państwa baktryjskiego uniemożliwia „niespotykane ubóstwo źródeł historycznych”, które sprawia, iż „prawie każdy z badaczy zajmujących się tą problematyką przedstawia hipotezy różniące się [...] od systemu stworzonego przez innych naukowców. Bardzo często różnice te dotyczą podstawowych kwestii chronologicznych lub genealogicznych, dlatego też trudno jest zaprezentować szkicowy nawet obraz historii królestw greko-baktryjskiego i indo-greckiego, który byłby zgodny z wizją innych badaczy. Oczywiście, istnieje generalna zgoda co do najogólniejszych ram czasowych i roli kilku postaci spośród licznej grupy znanych, głównie dzięki monetom, królów”.

## Historia polityczna
Założycielem królestwa greko-baktryjskiego był Diodotos I (ok. 250 – ok. 238 p.n.e.), satrapa Baktrii z ramienia Seleucydów. Według Justynusa ogłosił on się królem za konsulatu Lucjusza Manliusza Wulsona i Marka Atyliusza Regulusa, to jest w roku 256 p.n.e. Z drugiej strony wiąże on ten fakt z tak zwaną „wojną braterską” Seleukosa II (246 – 226 p.n.e.) z Antiochem Hieraksem, która toczyła się w latach 239–236 p.n.e., oraz secesją Partii pod wodzą Arsakesa (ok. 238 – 217 – 214 p.n.e.). Możliwe że Justynus pomylił konsulat Marka Atyliusza Regulusa z konsulatem Gajusza Atyliusza Regulusa, który był konsulem wraz z Wulsonem w 250 p.n.e. Z kolei monety Diodotosa wskazują na stopniową rezygnację z symbolów podległości Seleucydom, nie pojawia się jednak na nich Seleukos II, co sugeruje, że do zerwania pomiędzy nim a Seleucydami doszło jeszcze przed jego panowaniem. Podsumowując, wydaje się, że uniezależnianie się Diodotosa od Seleucydów było procesem stopniowym, zachodzącym pomiędzy 250 a 239 p.n.e., w szczególności bowiem jego monety wyraźnie wskazują, iż nie zdecydował on się na natychmiastowe przyjęcie wszystkich atrybutów suwerenności.
Po śmierci Diodotosa I jego syn, Diodotos II (ok. 238 – ok. 230 p.n.e.), zawarł sojusz z Partami. Około roku 230 p.n.e. obalił go jednak niejaki Eutydemos (ok. 230 – ok. 200 p.n.e.). W latach 208–206 p.n.e. walczył on z najazdem Antiocha III, który dążył do ponownego podporządkowania Baktrii Seleucydom. Ostatecznie Antioch uznał jednak tytuł królewski Eutydemosa w zamian za sojusz, który został przypieczętowany małżeństwem syna króla Baktrii, Demetriusza (ok. 200 – ok. 190 p.n.e.), z córką Seleucydy. Demetriusz I rozpoczął ekspansję królestwa greko-baktryjskiego w kierunku Indii, zajmując Paropamisos i Arachozję. Kontynuowali ją jego następcy, Agatokles (ok. 190 – ok. 180 p.n.e.) i Pantaleon (ok. 190 – ok. 185 p.n.e.), którzy opanowali Gandharę i zachodni Pendżab. To oni jako pierwsi zaczęli emitować monety nawiązujące do standardów indyjskich, zawierające obok napisów greckich legendę w piśmie brahmi, a za ich współrządów jednolite królestwo osiągnęło największy zasięg terytorialny.
Pojawiające się na monetach późniejszych władców motywy sugerujące rywalizację różnych rodów oraz niezbyt odległa w czasie wojna domowa, o której wzmiankuje Justynus, wskazują na rozpad królestwa i powstanie przynajmniej dwóch niezależnych organizmów, jednego z ośrodkiem w Baktrii, drugiego zaś, nazwanego przez późniejszych historyków królestwem indo-greckim, w Gandharze i Pendżabie. Około roku 170 p.n.e. władzę w Baktrii przejął uzurpator Eukratydes I (ok. 170 – ok. 145 p.n.e.), któremu udało się pokonać Demetriusza II (ok. 175 – ok. 170 p.n.e.). Eukratydes dążył do rozciągnięcia swojej władzy na Indie, gdzie prawdopodobnie walczył z najpotężniejszym z tamtejszych greckich władców, Menandrem. Według Justynusa po powrocie z Indii został jednak zabity przez własnego syna, którym być może był ostatni król greko-baktryjski, Heliokles I (ok. 145 – ok. 130 p.n.e.).
Według Strabona władzę nad Baktrią odebrały Grekom plemiona Asjów, Pasjanów, Tocharów i Sakaraulów. Z kolei Pompejusz Trogus mówi o tym, że „Baktrię i Sogdianę zdobyły plemiona scytyjskie Sarauków i Azjów”. Sakaraulów występujących u Strabona łatwo zidentyfikować z Sakaraukami Pompejusza Trogusa, tych zaś z kolei można utożsamić z Sakami. Z kolei Tocharów ze źródeł grecko-rzymskich identyfikuje się najczęściej z indoeuropejskim ludem Yuezhi ze źródeł chińskich, który rozpoczął migrację z terytorium dzisiejszej prowincji Gansu po tym, jak w latach 176 i 174 p.n.e. zadali mu klęskę Xiongnu. Według Zhang Qiana w latach 129–128 p.n.e. w Baktrii panowali Yuezhi, których król założył swoją stolicę nad Amu-Darią. Z kolei inna wzmianka u Pompejusza Trogusa pozwala sądzić, że Asjowie byli rodem rządzącym Yuezhi. Być może w tekście Strabona mamy do czynienia z błędem kopisty, i powinniśmy go czytać nie jako „Asjowie, Pasjonowie”, lecz „Asii, czyli Asiani”. Wiemy, że Ajchanom zostało zdobyte ok. 145 p.n.e., nie znaleziono w nim bowiem żadnych monet następców Eukratydesa I, i prawdopodobnie był to rezultat pierwszego etapu najazdu koczowników. W przeciwieństwie do jego poprzedników monety Helioklesa można znaleźć tylko na terenie południowej i południowo-wschodniej Baktrii. Wszystko to wskazuje, że królestwo greko-baktryjskie upadło w wyniku najazdu koczowników po śmierci Eukratydesa I, i być może związanego z tym osłabienia państwa, przy czym początkowo najeźdźcy zajęli tereny na północ od Amu-Darii, to jest Sogdianę i wschodnią część równiny Baktrii, gdzie znajdowało się Ajchanom, a potem jej resztę. W najeździe tym brali udział Sakowie i Yuezhi, przy czym, jak zauważają niektórzy autorzy, ludy te nigdy nie stanowiły spoistej grupy, stąd brak u greckich autorów jednej wspólnej nazwy na ich określenie, choć wymieniane są różne grupy lub plemiona. Cały proces podboju Baktrii przez koczowników miał jednak charakter stopniowy, i być może greccy władcy posiadali jakieś enklawy na północ od Hindukuszu jeszcze w pierwszej połowie I wieku p.n.e., o czym świadczy choćby znalezienie w tzw. skarbie z Kunduz monet wybijanych w systemie attyckim, charakterystycznym dla greckiej Baktrii, emitowanych przez władców uważanych wcześniej za panujących wyłącznie na terenie północnych Indii, takich jak Lizjasz (ok. 120 – ok. 110 p.n.e.), Filoksenos (ok. 100 p.n.e.), Teofilos (ok. 90 p.n.e.) i Archebios (ok. 90 – ok. 80 p.n.e.).

## Organizacja państwa, gospodarka, kultura

### Administracja
Specyficzną cechą królestwa greko-baktryjskiego było zjawisko koregencji. Prawdopodobnie już Diodotos I i II rządzili jednocześnie jako królowie, na co wskazują ich monety, a z okresu późniejszego zachował się np. kwit podatkowy, który obok Antymachosa I (ok. 185 – ok. 170 p.n.e.) wymienia także dwóch innych królów, innego Antymachosa (być może jest to Antymachos II Nikeforos, ok. 160 – ok. 155 p.n.e.) oraz nieznanego z innych źródeł Eumenesa. Dokument ten „zdaje się definitywnie kończyć dyskusję nad instytucją koregencji w królestwie greków baktryjskich, potwierdzając jej istnienie”. W związku z tym należy stwierdzić, iż królestwo greko-baktryjskie i indo-greckie „nie było monolitycznym państwem dynastycznym jak państwa Seleucydów lub Ptolemeuszy, ale takim, w którym spokrewnione lub niespokrewnione ze sobą rodziny, legalni sukcesorzy tak samo jak uzurpatorzy, zawsze gotowi do waśni, w jakiś sposób dostosowywali się do ich istnienia jako państwa rozczłonkowanego. [...] W żadnym okresie jego istnienia przez około dwa stulecia ani jeden król, ani jakakolwiek jedna dynastia, nie rządziła całym królestwem”. Strabon pisze o tym, że Grecy baktryjscy dzielili swoje państwo na satrapie. Ich istnienie potwierdza także używanie przez późniejszych Indo-Scytów i Indo-Partów tytułów „kshatrapa” lub „mahakshatrapa”, a także „strategos”. Mogli oni przejąć te terminy tylko od Greków wcześniej panujących w Indiach. Z kolei na dwóch inskrypcjach w dolinie Swatu wymienieni są urzędnicy o tytule „meridarchy”. Królestwo mogło być zatem podzielone na prowincje rządzone przez wicekrólów i satrapów, poniżej, być może tylko w odniesieniu do kolonii wojskowych lub ważnych z militarnego punktu widzenia prowincji nadgranicznych władzę sprawowali strategowie, a na najniższym szczeblu administracji znajdowali się meridarchowie. Milindapanha mówi także o istnieniu przybocznej rady królewskiej, przyrównywanej czasem do zespołu filioi – „przyjaciół” królewskich, istniejącego na dworze Seleucydów.

### Gospodarka
Królestwo Greko-Baktryjskie posiadało kwitnącą gospodarkę, o czym świadczy choćby sama jakość i liczba edycji monet. Należy przy tym zauważyć, iż obieg towarów i pieniędzy umieszczał Baktrię raczej w kręgu Indii i Azji Środkowej, niż ekonomii świata hellenistycznego. Prawdziwym źródłem bogactwa kraju był handel karawanowy. Jest czymś prawdopodobnym, że to właśnie w okresie greckiego panowania w Baktrii zaczął funkcjonować jedwabny szlak. Znaleziska w Ajchanom potwierdzają istnienie kwitnącej cywilizacji. W Baktrii odnaleziono także szereg mniejszych miast ufundowanych w okresie hellenistycznym, pełniących rolę przede wszystkim militarną. Wykopaliska pozwoliły także na stwierdzenie podejmowania projektów irygacyjnych na wielką skalę.

### Kultura
Grecy w Baktrii wywodzili się głównie z Jonów osadzonych na tych terenach przez Achemenidów po upadku ich powstania, oraz wojskowych osadników Aleksandra Macedońskiego (336–323 p.n.e.) i Seleucydów. Ze względu na położenie Baktrii na rubieżach świata hellenistycznego ich liczba nie mogła być zbyt wielka, toteż wystawieni oni byli na silne oddziaływanie miejscowej, irańskiej kultury. Wykopaliska w Ajchanom świadczą zarówno o tym, że Grecy próbowali zachować swoją odrębność, jak i o uleganiu miejscowym wpływom. Z jednej strony zatem miasto spełniało wszelkie kryteria greckości, posiadając agorę, gimnazjon, teatr, akropol z zespołem pałacowym i archiwum, w którym przechowywano spisane po grecku dokumenty. Z drugiej jednak strony monumentalny pałac był rozplanowany na wzór irański, w mieście istniały także trzy świątynie, które swoją masywną strukturę zapożyczyły z wzorców irańskich i środkowoazjatyckich, i w których według wszelkiego prawdopodobieństwa nie czczono żadnego z bogów olimpijskich. U zbiegu rzek Wachsz i Pandż odkryto świątynie, nazwaną następnie świątynią rzeki Oksos (czyli Amu-darii), której założenie jest wyraźnie orientalne, jednak w środku znaleziono wiele przykładów sztuki greckiej. Na podstawie wotywnego ołtarza z figurką Sylena wyryto po grecku napis: „Zgodnie z obietnicą poświęcił Oksosowi Atrokos”. W ten sposób „w greckiej formie Baktryjczyk o wyraźnie irańskim imieniu oddawał cześć lokalnemu bóstwu rzeki”. W kulturze i religii ówczesnej Baktrii pojawiają się zatem elementy synkretyzmu.
Ze względu na swoją niewielką liczebność i niemożność dopływu nowych kolonistów z Zachodu przynajmniej od momentu powstania państwa Partów, Grecy w Baktrii musieli dopuścić do współrządów, przynajmniej w jakiejś ograniczonej formie, miejscową, baktryjską arystokrację. Świadczy o tym choćby opis bitwy nad rzeką Arios u Polibiusza, zgodnie z którym po stronie Eutydemosa I walczyła irańska konnica, jak i odnalezienie w arsenale Ajchanom pancerzy jeźdźca i konia, co sugeruje posiadanie przez królestwo oddziałów irańskich katafraktów. Należy tutaj także zauważyć, że w trakcie hellenistycznego okresu historii Baktrii grecki alfabet został zaadaptowany do zapisu miejscowego języka. Od panowania Kaniszki (ok. 126 – ok. 146) tak zapisywany baktryjski stał się językiem oficjalnym państwa Kuszanów.

## Królowie greko-baktryjscy
Chronologia panowania władców greko-baktryjskich i podległe im terytoria
| KRÓLOWIE GREKO-BAKTRYJSCY |                      |                      |                      |                      |                      |                      |
| Terytorium/ Lata          | Baktria Zachodnia    | Baktria Wschodnia    | Paropamisada         | Arachozja            | Gandhara             | Zachodni Pendżab     |
|                           | Diodotos I           |                      |                      |                      |                      |                      |
| do 230 p.n.e.             | Diodotos II          | Diodotos II          |                      |                      |                      |                      |
| 230–200 p.n.e.            | Eutydemos I          | Eutydemos I          |                      |                      |                      |                      |
| 200–190 p.n.e.            | Demetriusz I         | Demetriusz I         | Demetriusz I         | Demetriusz I         |                      |                      |
| 190–185 p.n.e.            | Eutydemos II         | Eutydemos II         |                      |                      |                      |                      |
| 190–180 p.n.e.            | Agatokles Baktryjski | Agatokles Baktryjski | Agatokles Baktryjski | Pantaleon Baktryjski | Pantaleon Baktryjski | Pantaleon Baktryjski |
| 185–170 p.n.e.            | Antymachos I Theos   | Antymachos I Theos   | Antymachos I Theos   | Antymachos I Theos   |                      |                      |
| 175–170 p.n.e.            | Demetriusz II        | Demetriusz II        | Demetriusz II        | Demetriusz II        |                      |                      |
| 170–145 p.n.e.            | Eukratydes I         | Eukratydes I         | Eukratydes I         | Eukratydes I         | Eukratydes I         | Eukratydes I         |
| 145–140 p.n.e.            |                      | Eukratydes II        |                      |                      |                      |                      |
| 145–130 p.n.e.            |                      | Heliokles I          |                      |                      |                      |                      |
| 145–140 p.n.e.            |                      | Platon               |                      |                      |                      |                      |